# Helvétia Taily
Helvétia Taily, née le 11 avril 1999 à Saint-Denis (La Réunion), est une karatéka française.

## Carrière
Helvétia Taily est médaillée de bronze en kata aux championnats du monde espoirs de 2019 à Santiago.
En 2021, elle obtient la médaille de bronze en kata aux championnats d’Europe espoirs à Budapest.
Elle est sacrée championne de France de kata en 2023. La même année, aux championnats d'Europe à Guadalajara, elle est médaillée d'argent en kata individuel et médaillée de bronze en kata par équipes.
Elle est médaillée d'argent en kata individuel aux Jeux européens de 2023 à Bielsko-Biała.
Elle est sacrée championne de France 2024 dans la catégorie séniors féminines à Lille 
En 2025, elle remporte son troisième titre de championne de France à Chambly, et décroche la médaille d’argent aux championnats d’Europe à Erevan.